# Horst Eisel
Horst Eisel (* 28. Mai 1921 in Stuttgart) ist ein deutscher Schauspieler, Theaterregisseur, Intendant, Hörspiel- und Synchronsprecher.

## Leben
Eisel erhielt privaten Schauspielunterricht und gab sein Debüt am Berliner Schillertheater. Weitere Theaterstationen waren zunächst Bochum und Graz In den frühen 1950er Jahren arbeitete er in Bremen, wo er unter anderen die Titelrolle in Gerhart Hauptmanns Herbert Engelmann verkörperte. Mitte der 1950er Jahre wechselte er an das Nürnberger Schauspielhaus, wo er neben Edgar Walther und Günther Tabor 13 Jahre lang zum Ensemble gehörte. Die nächste Bühnenstation waren die Städtischen Bühnen Augsburg. 1967 erhielt Eisel den Auftrag, die renommierten Altdorfer Wallenstein-Festspiele zu inszenieren. Dafür nahm Eisel selbst die zweite Überarbeitung des mit Unterbrechungen seit 1894 in Altdorf aufgeführten Schauspiels vor, wobei er den Stil und Teile des Nachspiels modernisierte. Als einziger Nicht-Laie der Festspiele inszenierte er diese 18 Jahre lang in 45 Festspielaufführungen. In den Jahren 1971–1973 sowie 1987–1990 war er außerdem als Regisseur des Historischen Festspiels Der Meistertrunk in Rothenburg ob der Tauber tätig.
Obwohl der künstlerische Schwerpunkt Eisels auf der Bühne lag, übernahm er gelegentlich auch Rollen in Film- und Fernsehproduktionen. So verkörperte er in Rolf Hädrichs Fernsehspiel Das Attentat – Heydrich in Prag Karl Hermann Frank neben Martin Benrath in der Titelrolle. Unter der Regie von Walter Rilla spielte er in Das Vermächtnis, unter der Regie von Bernhard Wicki in der Andersch-Adaption Sansibar oder Der letzte Grund sowie in Episoden der Fernsehserien Graf Yoster gibt sich die Ehre und Die merkwürdige Lebensgeschichte des Friedrich Freiherrn von der Trenck.
Daneben arbeitete er als Sprecher für den Rundfunk, Hörspiele und zahlreiche Inszenierungen der Augsburger Puppenkiste. Hier sprach er unter anderem den Räuber „Schnappicek“ in Kater Mikesch (1985), „Onkel Dragul“ in Schlechte Zeiten für Gespenster (1986), „Sarastro“ in Eine kleine Zauberflöte (1988), „Opa Siegfried Elch“ in Drei Dschungeldetektive (1991) und „Kuno“ in Das Burggespenst Lülü (1992). Darüber hinaus lieh er als Synchronsprecher seine Stimme beispielsweise Denholm Elliott in Sie waren 13, Terence Morgan in Svengali und Laurence Harvey in Vier bleiben auf der Strecke.
Eisel war verheiratet und hat eine Tochter.

## Filmografie (Auswahl)
- 1967: Das Attentat – Heydrich in Prag
- 1969: Das Vermächtnis
- 1970: Graf Yoster gibt sich die Ehre: Computer-Ballade
- 1973: Die merkwürdige Lebensgeschichte des Friedrich Freiherrn von der Trenck: Auf der Flucht
- 1987: Sansibar oder Der letzte Grund

## Hörspiele (Auswahl)
- 1952: Die Brücke von San Louis Rey (nach Thornton Wilder) – Regie: Gert Westphal (RB)
- 1953: Das Schiff der Verdammten – Regie: Oswald Döpke (RB)
- 1953: Unternehmen Katharina – Regie: Günter Siebert (RB)
- 1953: Petrus weiß es nicht besser – Regie: Günter Siebert (RB)
- 1953: Das Kain- und Abel-Spiel – Regie: Eberhard Freudenberg (RB)
- 1953: Von morgens bis mitternachts – Regie: Karl Peter Biltz (RB)
- 1953: Eine Handvoll Staub – Regie: Oswald Döpke (RB)
- 1954: Der Notar von Châteauneuf (nach Georges Simenon) – Regie: Jochen Rottke (RB)
- 1954: Judas Ischariot – Regie: Günter Siebert (RB)
- 1954: Der Knecht Jerneij – Regie: Carl Nagel (RB)
- 1954: Schüsse in Sarajewo – Regie: Josef Kandner (RB)
- 1954: Die Seidenstraße – Regie: Otto Kurth (RB)
- 1954: Corinne und der Scherenschnitt – Regie: Carl Nagel (RB)
- 1954: Der Fall Dimitrios (nach Eric Ambler) – Regie: Manuel Jordan (RB)
- 1954: Maaruf – Regie: Armas Sten Fühler (RB)
- 1954: Das ungeschriebene Gesetz – Regie: Günter Siebert (RB)
- 1954: Ich suche meinen Namen – Regie: Günter Siebert (RB)
- 1955: Empfohlenes Haus – Regie: Günter Siebert (RB)
- 1955: Planquadrat 126 – Autor und Regie: Hans Weller (RB)
- 1955: Osterhasenpfeffer – Regie: Hans Weller (RB)
- 1955: Der Trinker (nach Hans Fallada) – Regie: Ludwig Cremer (RB)
- 1955: Jaffa – Regie: Otto Kurth (RB)
- 1955: Begegnung in Karlsbad – Regie: Paul Henn (RB)
- 1955: Angelica – Regie: Oswald Döpke (RB)
- 1956: Eine respektable Gesellschaft (nach August von Kotzebue) – Regie: N. N. (RB)
- 1956: Am grünen Strand der Spree (Fünfteiler, von und mit Hans Scholz) – Regie: Gert Westphal (SWF)
- 1957: Die Nacht vor der Hochzeit – Autor und Regie: Kurt Reiss (RB)
- 1958: Stimmen im Eis – Regie: Günter Bommert (RB)
- 1961: De Hochtied in de Pickbalge – Regie: Ivo Braak (RB)
- 1963: Fünfzig Pfund für einen falschen Armenier – Regie: Günter Siebert (RB)
- 1980: Schreckmümpfeli: Der Erpresser, DRS
- 1995: Hotelgeschichten – Regie: Christian Stelzer (BR)
- 1995: Paracelsus und die mudichen Drucker vo Nerrmberch – Regie: Christian Stelzer (BR)
- 1996: Blupi zu Hause – Regie: Christian Stelzer (BR)
- 1996: Blupi im Schloß – Regie: Christian Stelzer (BR)